# Podkovka chocholatá
Podkovka chocholatá (Hippocrepis comosa) je nižší, žlutě kvetoucí rostlina, která je v České republice považována za vzácnou a je proto chráněna. Je to jediný druh rodu podkovka který se v české přírodě vyskytuje.

## Rozšíření
Původem evropský druh jenž se vyskytuje od Španělska a Anglie na západě až po Rumunsko a Ukrajinu na východě. Druh byl druhotně zavlečen i do Severní Ameriky. V Česku roste vzácně a pouze ve dvou oblastech, na Moravě v Bílých Karpatech a v Čechách okolo Loun. Na Slovensku je hojnější, vyskytuje se v panonské a karpatské oblasti roztroušeně až hojně.
Podkovka chocholatá je v Česku považována za „praealpinský druh“, který se ze svého místa výskytu v předhůří Alp rozšířil v průběhu teplejších klimatických období směrem na sever i výše do hor. Na území republiky doputoval krátce po ukončení poslední doby ledové.
Je to suchomilná rostlina milující slunce, roste na osluněných stráních stepního charakteru, na světlých mýtinách listnatých lesů, po okrajích nevysokých křovin, ve slunných roklinách nebo i na otevřených písčinách. Vyžaduje propustnou a úživnou půdu s vápencovým, čedičovým nebo jiným bazickým podložím, vyskytuje se od planárního po subalpínský stupeň.

## Popis

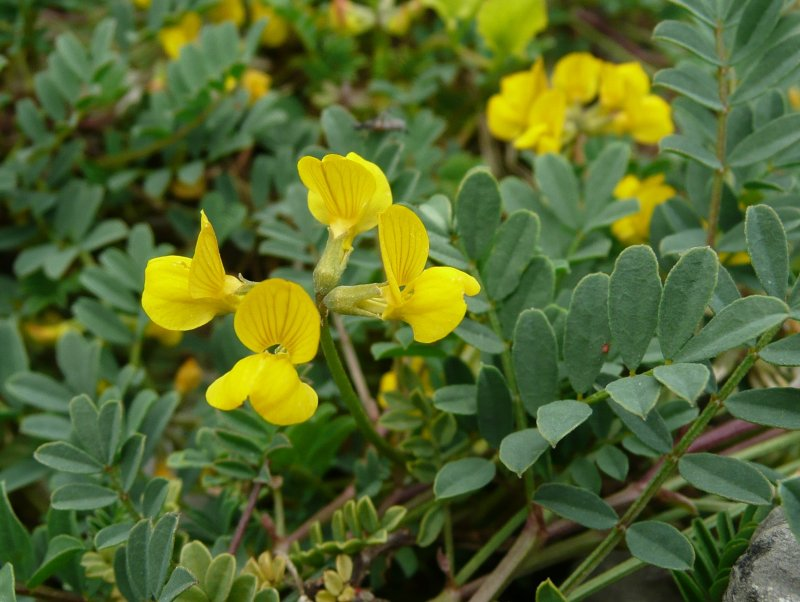
Květenství

Trvalka s lysými, vystoupavými nebo poléhavými a bohatě olistěnými lodyhami, které rostou z hrubého, rozvětveného a vícehlavého oddenku sahajícího do hloubky až 50 cm. Lodyhy, které na bázi dřevnatí, vyrůstají v trsech a dosahují délky 10 až 30 cm. Jsou tenké, rozvětvené, na průřezu oblé a bývají lysé nebo roztroušeně chlupaté. Listy s dlouhými řapíky jsou velké 2 až 8 cm, lichozpeřené, se třemi až sedmi páry krátce stopkatých celokrajných lístků s krátkými vejčitými palistky. Jejich zelené, hnědozelené až nasivělé čepele jsou podlouhle až čárkovité a bývají lysé nebo na rubu krátce chlupaté.
Motýlovité květy jsou uspořádány po čtyřech až deseti do okolíků, se stopkami 5 až 10 cm dlouhými, které rostou z úžlabí listů. Oboupohlavné, slabě převislé květy mají krátké chlupaté stopky. Tmavě zelený až nahnědlý, asi 4 mm dlouhý, slabě dvoupyský zvonkovitý kalich má pět trojúhelníkovitých špičatých cípů, ty jsou kratší než kališní trubka a dva horní jsou téměř po celé délce srostlé. Sytě žlutá, asi 10 mm dlouhá koruna má nazpět ohnutou pavézu se hnědými žilkami, kratší křídla s tupými oušky a krátký zakřivený člunek s malým zobáčkem. Obsahuje deset nestejně dlouhých dvoubratrých tyčinek, jedna horní je volná. Semeník s mnoha vajíčky je spodní a lysá čnělka je zakřivená. Květy produkují nektar za kterým přilétá opylující hmyz. Rostliny kvetou od dubna do srpna.
Plody jsou asi 3 cm dlouhé, zploštělé, obloukovité až srpovité lusky se zobánkem na vrcholu. Mezi semeny jsou zaškrcované a ve zralosti se rozpadají na díly. Obsahují rohlíčkovitá, lesklá, nahnědlá, asi 3 mm dlouhá semena, která si podržují klíčivost jen krátkodobě. Druh má počet chromozómů x = 14 a byly zjištěné diploidni, tetraploidní i hexaploidní populace.

## Význam
Rostlina obsahuje hlavně flavonoidy, saponiny, alkaloidy, mnohé minerální látky, organické kyseliny i aminokyseliny. V minulosti byla používána na podporu hojení ran, posilovala srdce a zlepšovala trávení. V současnosti je chráněna a její sběr v přírodě není možný.
Je živnou rostlinou pro některé motýly kteří z květů sají nektar nebo listy slouží jako žír pro housenky. Jsou to např. soumračník máčkový, modrásek černolemý, modrásek jetelový a modrásek vikvicový.

## Ohrožení
Podkovka chocholatá je rostlina, která z české krajiny za poslední století značně ubyla a vyskytuje se jen na několika málo místech. Je proto v „Červeném seznamu rostlin České republiky“ zapsána jako rostlina kriticky ohrožená (C1b).